# Neuro, le mange-mystères
Neuro, le mange-mystères (魔人探偵脳噛ネウロ, Majin Tantei Nōgami Neuro, litt. Le détective démon, Neuro Nōgami) est un manga policier surnaturel écrit et dessiné par Yūsei Matsui. Il a été prépublié entre février 2005 et avril 2009 dans l'hebdomadaire Weekly Shōnen Jump, et a été compilé en un total de 23 volumes. Une réédition en douze tomes a ensuite été publié entre janvier et juin 2013,. Le manga est édité en version française en intégralité par Glénat.
La série traite d'un démon venu dans le monde des humains qui choisit de devenir détective, afin de trouver « l'ultime mystère » et de le « manger ».
Deux drama CD mettant en scène Takehito Koyasu en tant que Neuro et Kana Ueda en tant que Yako sont sortis en novembre 2006 et avril 2007. Un light novel est sorti le 20 juillet 2007. Une série télévisée d'animation de 25 épisodes a été diffusée au Japon entre octobre 2007 et mars 2008, produite par le studio Madhouse. La version française de l'anime est licenciée par Kazé bien qu'aucune sortie en DVD ne soit prévue.

## Histoire

### Résumé
L'héroïne de cette histoire est Yako Katsuragi. Son père a été tué, apparemment sans raison, dans une pièce fermée de l'intérieur. Ce mystère commence à tourmenter Yako au point de plonger sa vie peu à peu dans le chaos jusqu'à ce qu'apparaisse Neuro Nōgami (littéralement, Neuro le dévoreur de mystères), un démon souhaitant devenir détective. Neuro se « nourrit » de mystères, et, après avoir avalé tous les mystères de l'enfer, il est venu sur Terre pour chercher l'ultime mystère, celui qui le rassasiera pour l'éternité. Cependant, ne pouvant devenir trop célèbre sous peine de voir sa véritable nature dévoilée (un tabou dans son monde d'origine), il oblige Yako à jouer les détectives, pendant que lui-même résout les énigmes à sa place.
Concrètement, Neuro peut sentir les crimes mystérieux avant même qu'ils ne se produisent. Une fois sur place, les deux détectives profitent de leurs relations dans la police afin d'entrer sur la scène de crime, où Neuro déploie alors une panoplie de sorts lui permettant de trouver des indices très facilement. Le criminel trouvé, Yako, n'y connaissant strictement rien en énigmes, se contente de pointer du doigt le coupable que Neuro lui a désigné. Celui-ci poursuit les explications concernant la façon dont s'est déroulé le crime et, au moment précis où le puzzle est résolu, Neuro avale les sentiments de haine et de colère provenant du criminel. Parfois, Neuro punit aussi le criminel en le rendant fou, pour tester la résistance du cerveau humain.
Plus tard dans le manga, les héros seront confrontés à des criminels bien plus dangereux, où le destin du Japon sera en jeu. Tous les personnages-clefs rencontrés dans le manga ont une importance capitale, à un moment ou un autre.

### Arcs
Introduction
- Affaire du restaurant (chapitre 1)
- Affaire du père de Yako (chapitres 2-3)
- Affaire du Suprême S (chapitres 4-6)
- Affaire de la Compagnie de Finance Saotome (chapitres 7-10)
- Affaire de Miss Aya (chapitres 10-15)
- Rencontre avec Kaitou X (chapitres 16-23)
- Affaire de Histerrier (chapitres 24-30)
- Affaire du Onsen (chapitres 31-35)
- Les deux frères (chapitres 36-43)
- Affaire du coiffeur (chapitres 44-47)
- L'affaire de la statue, ou le retour de X (chapitres 48-59)
- HAL, l'homme électronique (chapitres 60-91)
- L'affaire Ikeya et le Cheval de Troie (chapitres 92-97)
- L’opération recherche de boulot (chapitres 98-99)
- L'affaire Myasako (chapitres 100-105)
- Sai VS Neuro (chapitres 106-124)
- La cuisine de la mère de Yako (chapitre 125)
- Revue des personnages (chapitres 126-128)
- Affaire Ajigawa (chapitres 129-131)
- Nouvelle lignée (NB) (chapitres 132-?)

## Personnages

### Cabinet de Neuro
Neuro Nōgami (脳噛ネウロ)
Neuro Nōgami est le héros de l'histoire. Démon venu de l'enfer afin de trouver l'ultime mystère, celui qui le rassasiera pour l'éternité, il choisit Yako pour endosser le rôle de détective à sa place. Dans sa forme humaine, Neuro a un aspect souriant, même un peu enfantin, cependant, il se révèle en fait extrêmement dangereux, torturant Yako pour un oui ou pour un non. Sa vraie forme, plus terrifiante, révèle une tête d'oiseau géante munie de dents acérées. Quand il repère un mystère alléchant, il ne peut s'empêcher de reprendre sa forme originale. Il possède des triangles de Penrose comme boutons de manchette et sur sa veste.
Ce n'est pas la seule particularité du corps de Neuro. Il peut quasiment toutes les transformer en quelque chose d'utile grâce aux sorts qu'il utilise, les techniques « Makai 777 Jackpot », comme piocher des informations sur internet directement en plongeant ses mains dans un ordinateur, ou examiner toute une pièce minutieusement en crachant des dizaines de petits yeux sur pattes. Grâce à cela et à son intelligence extrême, il trouve toujours les criminels en un temps record.
Neuro dit toujours ce qu'il pense, de manière maladroite ou blessante parfois, mais quand il s'agit de trouver un moyen de se rendre sur une scène de crime, il trouve toujours les mots justes. Il possède une manie particulière de démonter les objets qui lui passent sous la main quand il s'ennuie, que ce soit une voiture ou un téléphone portable.
Les informations concernant Neuro sont volontairement floues et incompréhensibles pour le commun des mortels : il serait né le 344 du 16e mois, mesurerait entre 188 et 220 cm, et pèserait entre 65 et 120 kg. Son âge est illisible.
Neuro s'aide de ses techniques « Makai 777 Jackpot » (魔界777ツ能力, litt. « Les 777 outils démoniaques ») qui défient les lois de la physique afin de réunir les indices nécessaires à l'arrestation du coupable. Neuro utilise des techniques plus puissantes : « Les 7 Gijustu demonlord » (7技術demonlord, litt. « Les 7 armes du démon empereur »), très peu de ces puissantes techniques ont été notifiées dans l'anime.
Parmi les 777 outils démoniaques, on retrouve:
- Evil Friday (魔界の凝視虫)

Neuro reprend sa forme originale, puis crache une boule composée d'yeux. Ces yeux se séparent ensuite, puis se munissent de pattes, et se dispersent afin d'inspecter toute une pièce en un rien de temps et de repérer les indices les plus infimes.
- Evil Script (異次元の侵略者)

Neuro transforme sa main gauche dans une forme robotique qui peut passer à travers un écran et intégrer le cyber-espace. À partir de là, il peut consulter les fichiers protégés de la police, comme des rapports d'enquête, sans se préoccuper des pare-feux, et autres antivirus.
- Evil Javelin (断面への投擲)

Neuro quitte sa veste, et la transforme en une lance qui passe à travers tout. Celle-ci ne coupe pas la matière, mais analyse tout ce à travers quoi elle est passée.
- Evil Blind (無気力な幻灯機)

Neuro utilise les boutons de sa veste pour se rendre invisible temporairement.
- Evil Stalker (魔界の追尾蟲)

Du doigt de Neuro sort un insecte démoniaque qui piste alors une personne choisie.
Parmi les 7 armes du démon empereur, on voit:
- Evil Aqua (悪水)

Neuro reprend sa forme originale et invoque un insecte géant, ce dernier crache un puissant jet d'eau en direction des assaillants de Neuro pour envoyer les corps en enfer.
Yako Katsuragi (桂木弥子)
Yako Katsuragi est aux yeux de tous une inspectrice de génie, alors qu'elle n'est en fait que l'esclave de Neuro. Très proche de sa famille, elle voyait sa vie tourner au chaos depuis le meurtre mystérieux de son père. Neuro apparaît alors un jour dans son salon, et, intriguée, elle le suit, jusqu'à se retrouver obligée de lui obéir sous peine d'être torturée. Quand Neuro trouve le criminel, Yako laisse aller son bras, contrôlé par Neuro, et pointe juste son doigt en disant « Tu es le coupable ! ».
Yako adore manger, et veut même devenir critique culinaire. Elle a aussi un faible pour les melons. Elle reste très proche de sa mère, et durant les moments où Neuro ne la convoque pas pour une affaire, sort la plupart du temps avec son amie et camarade de classe Kanae Kagohara.
Elle a 16 ans, est née le 10 mars. Elle mesure 1,59 m et pèse 43 kg.
Shinobu Godai (吾代忍)
Shinobu Godai était une brute travaillant dans une petite société aux aspects louches. Après que Neuro a résolu un crime s'étant passé dans les locaux de son lieu de travail, Neuro accapare le bureau en guise de paiement. Shinobu se lance alors dans des petits boulots, jusqu'à ce que Neuro l'engage.
Shinobu a 25 ans, est né le 3 novembre. Il mesure 1,90 m et pèse 83 kg.
Akane (あかねちゃん)
Akane est une mystérieuse tresse de cheveux noirs pouvant se mouvoir et se déplacer, trouvée dans les locaux qu'occupent Neuro et Yako. Akane semble adorer Yako, qui s'occupe bien d'elle en lui lavant et peignant les cheveux très souvent, et Yako se promène de temps en temps avec Akane accrochée à son téléphone portable. Malgré le fait qu'Akane-chan n'ait pas de cerveau, elle a plusieurs fois l'occasion de montrer qu'elle est très intelligente, voire peut-être même plus que Yako.
Plus tard, Neuro lui confectionnera un artefact lui permettant de fusionner avec les cheveux de Yako. Elle devient alors blonde, et les cheveux de Yako pousseront naturellement jusqu'à sa taille, contrairement à sa coupe habituelle où ses cheveux ne dépassent pas les épaules. Cependant, dans cette forme, elle garde son libre arbitre et peut à volonté se saisir de tout ce qui passe à sa portée.

### Policiers
Eishi Sasazuka (笹塚衛士)
Enquêteur dans la police criminelle, Eishi est souvent témoin des exploits en matière de déduction de Yako et Neuro. À priori réticent à laisser une lycéenne et son étrange assistant entrer sur les lieux d'un crime, il apprendra par la suite à leur faire confiance pour débusquer les criminels, partiellement à cause de son ex-collègue, Takeda Keitarou, avec qui il travaillait sur l'affaire du crime du père de Yako. Eishi étant relativement proche de Yako, il connaît ses gouts en matière de cuisine, et rend souvent visite au cabinet de Neuro avec de la nourriture pour Yako. Eishi semble être aussi un expert en matière de combat (chapitre 13) doublé d'un tireur d'élite (chapitre 29). Eishi a 31 ans, est né le 20 juillet. Il mesure 1,81 m et pèse 70 kg.
Jun Ishigaki (石垣筍)
Ishigaki est le nouveau jeune collègue de Eishi, remplaçant de Keitarō Takeda. Ishigaki paraît tout le temps joyeux et débordant d'énergie, et a quelque peu le comportement d'un adolescent, de par ses goûts musicaux, ou par sa manie à accrocher de nombreuses figurines miniatures à son téléphone portable. Eishi se comporte parfois un peu tyranniquement avec lui, un peu à la manière d'un grand frère turbulent. Jun a 24 ans, est né le 18 avril. Il mesure 1,74 m et pèse 63 kg.
Keitarō Takeda (竹田敬太郎)
Keitarō travaillait la plupart du temps avec Sasazuka Eishi, notamment sur l'affaire du crime du père de Yako. Dès sa première rencontre avec Neuro, il le laisse, intrigué, résoudre l'affaire de l'empoisonnement dans le restaurant, malgré les réticences de son collègue Eishi. À la suite de cela, il laissera carte blanche à Yako et Neuro sur les crimes où ils seront présents et même sur l'affaire du père de Yako.
Neuro démasque finalement Keitarou comme étant le tueur du père de Yako, à cause d'une lentille tachée de sang qu'il avait perdue sur la scène de crime, et le fait que lui seul ait pu ranger l'élément ayant permis de fermer la pièce de l'intérieur. Son mobile était qu'il voulait voir une famille passer de l'harmonie et la joie, à la tristesse et au chaos, d'où ses visites répétées chez Yako. Cela laisse aussi présager qu'il n'en était pas à son premier crime. Neuro testera sur lui la résistance du cerveau humain en le plongeant dans une illusion qui le rendra fou. La conclusion de Neuro est que le cerveau humain est semblable à celui d'un lombric.
Yuya Higuchi (篚口 結也)
Il a 19 ans et travaille pour la police. Il porte ses lunettes quand il est sur l'ordinateur, mais les garde sur son front quand il n'y est pas. Il se considère comme étant le meurtrier de ses parents, car quand il était jeune, ils étaient accros (et pas qu'un peu, de vrai fanatiques) à un jeu en ligne, et comme il était doué en informatique malgré son jeune âge, il a piraté le jeu pour qu'il ne marche plus. En rentrant, il découvre ses parents pendus, qui lui avaient quand même laissé un mot : « Notre monde est détruit, nous mourons avec lui. » Au cours de l'affaire de HAL Denjin, il est affecté par le virus de la drogue électronique, puis devient un gardien de Hal, bien que sur lui l'infection ne s'était qu'à moitié répandue, car il portait des verres polarisés pour se protéger, justement, du virus. Puis, à la fin de l'affaire, Yako lui fait reprendre raison.
Usui Naohiro
Usui est le chef du département de police de Tokyo. Il croit fermement en la protection de ces hommes sur la ville, c'est pourquoi il est si déterminé à ne pas se faire vaincre par Sicks & Co. Il était dans la même école de police qu'Eishi, et ils étaient rivaux sur les notes, car Usui voulait toujours battre Sasazuka et être le meilleur. Le jour où la famille de Eishi est morte, il renonce à leur rivalité et abandonne l'école de police. De ce fait, Usui ne pourra jamais savoir s'il était le meilleur par rapport à Eishi, et détient ainsi une légère rancune contre lui. Quand Eishi meurt, il dit de lui que c'était plus qu'un simple agent de police sous ses ordres, c'était aussi un ami. Il est toujours accompagné de Tsukushi.
Andrew Sixson
Un chercheur britannique envoyé par l'Interpol. Il connaît Usui, car c'était un étudiant d'échange en Angleterre. Sixson est capable d'enregistrer une grande quantité d'informations en très peu de temps, choisir une seule information parmi l'écoute de plusieurs radios à la fois, ou encore lire une feuille parmi une grande pile en un instant. C'est un lointain parent de la New Bloodline. Il a été enlevé et torturé, au point que ses organes et sa tête sont soutenus par une structure métallique. Il a été tué par des malades « du subalterne » et Sicks a décollé la peau de son visage pour s'en faire un masque et infiltrer la police.
Shizuka Todoroki (等々力 志津香)
C'est une femme détective qui intègre l'équipe de Sasazuka. C'est une femme sérieuse qui est à l'exact opposé d'Ishigaki, et le voit comme un rival sur le respect de Sasazuka, pour qui elle en a justement un très grand. Elle était initialement la remplaçante d'Ishigaki, et elle ne cesse de le critiquer à chaque fois. Toutefois, lors de sa première affaire avec son groupe, quand elle a remis en question et insulté les motivations du criminel, elle a rapidement été attaquée puis sauvée par Sasazuka. C'est alors qu'il note en elle une sévérité qui pourrait lui faire obstacle dans sa carrière de détective.

### New Bloodline
VI, prononcé Six
Par Kasai, il est nommé le « mal absolu ». Six est le chef de la New Bloodline, un groupe de personnes qui se distinguent des autres personnes car elles ont en elles une « mauvaise intention » qui coule dans leur sang depuis les 7 000 dernières années. Leur objectif est d'exterminer l'humanité de la planète. Six est capable d'utiliser tous les pouvoirs des autres membres de la New Bloodline, ainsi que sa capacité propre : le métal. Il est la première personne que Neuro considère comme un vrai ennemi, il a même dit qu'il avait eu une « sensation » la première fois qu'il a rencontré Six (dur à expliquer de la part d'un démon), car les humains sont les producteurs de la nourriture de Neuro (c'est-à-dire les mystères), et Six & Co veulent, justement, détruire les humains. Il signe ses crimes en laissant un « 6 », tracé de n'importe quelle façon et par n'importe qui. Quand il a vu que Genuine s'était inclinée devant Neuro, il a compris qu'il ferait pareil s'il ne réagissait pas.
XI, prononcé Eleven
Une adolescente, fille et clone de Six, il s'agit de la véritable apparence et identité de Sai, Sa mère porteuse a été tuée après sa naissance. Elle est beaucoup plus puissante qu'auparavant et possède les mêmes capacités de métamorphose mais elle peut désormais lire dans les souvenirs des personnes, elle l'utilise sur Sasazuka pour prendre l'apparence de sa famille, autrefois tué par Six, avant que celui-ci ne soit également exécutée par Six sous les yeux de Yako.
Zenjirō Kasai (葛西 善二郎)
Dans la N.B, il contrôle le feu. Il a infiltré un groupe, et a participé à la capture de X par Sicks. Il tue DR après son combat avec Neuro, et prend une photo souvenir pour Sicks. Plus tard, il bat Yuki Hayasaka qui essayait de contrecarrer ses plans, c'est-à-dire tuer une vieille dame, peu de temps après avoir incendié un immeuble entier, sa façon de vaincre Neuro.
DR
DR sont en fait les initiales de son surnom, DRagon, et de son nom initial, Daniel Rousseau. C'est un membre de la Nouvelle Lignée qui contrôle l'eau. Jeune, il était un très bon élève, aussi intelligent que sportif. Il a eu la chance de contrôler l'eau assez tôt, bien que ses parents craignaient ce pouvoir. Ayant reçu des cellules de X, il est capable de transformer ses mains en leur ajoutant de monstrueuses griffes. Il a été torturé puis presque noyé par Neuro à titre de châtiment pour avoir tué 10 000 personnes. Bien qu'il ait été sauvé par une rivière, il est incinéré vivant par Kasai, parce que sa tête était remplie de haine, de peur et de colère envers Neuro, qui lui a démontré que c'était un « homme normal ».
Tierra (テラ, Tera)
Tierra est un membre puissant de la New Bloodline. Il est capable de contrôler la terre et apparaît au cours des chapitres 145-152. Il estime que son visage est une icône, que c'est la partie la plus importante de son corps. En raison de cet état d'esprit, il semble en mesure de contrôler la terre, sous toutes ses formes. Neuro rencontre avec lui les premières difficultés des membres de la N.B. Il se dit être un « conquérant », parce qu'il est un descendant des conquistadors espagnols. Le nom « tierra », qui est en espagnol la « terre », le « sol » ou la « saleté », est simplement un surnom, son vrai nom est Pedro Cortézarro Torres.
Genuine
C'est une femme qui agit un peu comme l'animal de compagnie de Sicks. Son vrai nom est Jennifer Ewings, et c'est une star de Broadway qui captive tous les membres de son auditoire à son aise. Elle est appelée la « sorcière », et est capable de contrôler l'air et les personnes placées sous ce même air. Après son combat avec Neuro, elle devient d'elle-même son serviteur. Mais elle se suicide en se faisant brûler à la fin du chapitre 171 avec son agent Allen.
Vijaya
Vijaya, dont le nom original est Chandra Aska Rsunawala, est un garçon à la peau tannée qui fait partie de la N.B. Son pouvoir consiste à comprendre les plantes. Il crée des produits chimiques et les met en capsules dans sa manche. Ces produits chimiques sont capables de contrôler des forêts, et les plantes émettent des gaz toxiques. Il se considère comme un « magicien », du fait que ses ancêtres d'il y a 5 000 ans utilisaient les plantes comme des outils, et ont été considérés comme des magiciens de l'Inde. Afin de protéger ses connaissances de la N.B, il se suicide en plantant un pieu de bois dans son cerveau. C'était un ancien ami de Shinobu.

### Ennemis
Sai (サイ), X (怪盗X, Kaitou Sai)
Connu sous les noms de « Phantom Thief X » ou X « le pilleur », qui sont en fait créés à partir de Kaibutsu Goutou XI (le X pour l'anonymat, et le I pour l'invisibilité), abrégé en « Kaitou Sai ». C'est un mystérieux garçon qui possède la capacité de modifier sa structure cellulaire. De ce fait, il peut changer son corps sous toutes les formes disponibles, ce qui lui accorde une quasi-indestructibilité. Il peut survivre à de nombreuses blessures qui auraient pu facilement tuer un être humain normal. Il peut aussi devenir un être partiellement électronique, ce qui lui a permis d'absorber la drogue électronique de HAL, et qui lui confère le "Hal's Eyes", pouvoir permettant de contrôler les humains temporairement. Par contre, cette constante modification cellulaire efface aussi progressivement sa mémoire, de sorte qu'il a tout oublié de sa véritable identité, la toute première. Il n'a donc comme seul objectif que de découvrir qui il est réellement à l'intérieur. Pour cela, il tente d'analyser ce qui compose les êtres humains, en assassinant de nombreuses personnes avant de les transformer en « boîte rouge » pour observer leur contenu. Il est intrigué, même attiré par Neuro, et tente à chaque fois de le tuer pour voir son contenu.
Dans l'anime, Sai est né d'une femme du nom de Seiren, soupçonnée d'être une sorcière. Encore bébé, il a assisté à la mort de sa mère. Il trouve sa vraie personnalité à la fin, et Yako mentionne qu'il est son demi-frère.
Dans le manga, Sai est un clone de Sicks et est né fille. Sa mère a été tuée après lui avoir donné naissance. Quand elle a été libérée dans le monde, elle a été suivie par la New Bloodline. Mais après avoir rencontré Ai (Imina), celle qui est à ses côtés presque tout le temps, la New Bloodline perd complètement sa trace. Sicks se met en chasse et finit par le capturer à nouveau. Ses cellules ont été clonées et implantées dans les différents membres de la New Bloodline. Plus tard, il se trouve que Sai a découvert sa forme originale, une adolescente qui a la capacité de lire ses souvenirs.
I (アイ, Ai), Imina (イミナ)
I / Imina était autrefois parrainée par un gouvernement terroriste. Elle devient l'adjointe de X, qui l'a sauvée alors qu'elle allait se faire tuer par ce même groupe. Selon le jour, il peut être son enfant, maître, amant, ami, frère, sœur ou autre. À chaque fois que Sai va tuer quelqu'un, elle veut à chaque fois qu'il (elle) vole quelque chose, car X est aussi surnommé « le pilleur ». En s'enfuyant avec X, elle est malheureusement tuée d'une balle dans la tête par Sicks, qui marque avec cet acte sa première apparition directe dans le manga.
Ces autres ennemis, plus fort que HAL Denjin ou Sai, sont réunis dans un groupe : la New Bloodline.
HAL DENJIN (電人「HAL」, Denjin "HAL")
HAL DENJIN est une création du professeur Harukawa. Il a été créé à partir de la numérisation du cerveau du professeur. Il vit entre le 1 et le 0 (le monde informatique, entre la vie et la mort). Il est aussi avec Harukawa, le créateur de la drogue électronique. Son but est de vivre entre le 1 et le 0 avec Setsuna Honjo. Il apparaît pour la première fois à la fin du tome 7. Dans le tome 8, il tue le professeur grâce aux trois élèves de ce dernier. Neuro essaie de manger le mystère de HAL par l'informatique deux fois, mais il échoue à cause des trois programmes de défense « Sphinx ». Neuro et Yako réussissent à détruire les trois, mais HAL a pris le contrôle du porte-avions nucléaire Oswald et a juste le temps de recréer un Sphinx. Il y a derrière une barrière de protection à mot de passe. Neuro échoue. Trois jours plus tard, Neuro et Yako s'infiltrent sur le porte-avions et Neuro détruit le sphinx. Yako réussit le mot de passe et Neuro se régale du mystère géant. Toute son énergie démoniaque revient. À ce moment Yako parle avec HAL et lui dit le mot de passe et ses intentions. Puis Hal offre deux choses a Yako : l'antidote de la drogue électronique et l'effacement du programme « HAL ». Yako le fait presque à contrecœur. C'est alors que Hal part au 0.

## Manga

### Liste des volumes
| no                                                | Japonais         | Japonais          | Français        | Français          |
| no                                                | Date de sortie   | ISBN              | Date de sortie  | ISBN              |
| ------------------------------------------------- | ---------------- | ----------------- | --------------- | ----------------- |
| 1                                                 | 4 juillet 2005   | 4-08-873834-9     | 18 juin 2008    | 978-2-7234-6053-8 |
| Titre du volume : La faim encéphalique            |                  |                   |                 |                   |
| 2                                                 | 2 septembre 2005 | 4-08-873854-3     | 27 août 2008    | 978-2-7234-6054-5 |
| Titre du volume : La diva solitaire               |                  |                   |                 |                   |
| 3                                                 | 4 novembre 2005  | 4-08-873875-6     | 22 octobre 2008 | 978-2-7234-6055-2 |
| Titre du volume : L'homme sans nom                |                  |                   |                 |                   |
| 4                                                 | 5 janvier 2006   | 4-08-874007-6     | 3 décembre 2008 | 978-2-7234-6056-9 |
| Titre du volume : Les bombes canines              |                  |                   |                 |                   |
| 5                                                 | 4 avril 2006     | 4-08-874043-2     | 25 février 2009 | 978-2-7234-6057-6 |
| Titre du volume : Les frères en armure            |                  |                   |                 |                   |
| 6                                                 | 2 juin 2006      | 4-08-874113-7     | 22 avril 2009   | 978-2-7234-6058-3 |
| Titre du volume : Sur le fil du destin            |                  |                   |                 |                   |
| 7                                                 | 4 août 2006      | 4-08-874143-9     | 24 juin 2009    | 978-2-7234-6992-0 |
| Titre du volume : Cellules, mon amour             |                  |                   |                 |                   |
| 8                                                 | 4 octobre 2006   | 4-08-874266-4     | 26 août 2009    | 978-2-7234-7031-5 |
| Titre du volume : Le pyromane programmé           |                  |                   |                 |                   |
| 9                                                 | 4 décembre 2006  | 4-08-874291-5     | 21 octobre 2009 | 978-2-7234-7032-2 |
| Titre du volume : HAL, l'homme électronique       |                  |                   |                 |                   |
| 10                                                | 2 mars 2007      | 978-4-08-874329-5 | 17 février 2010 | 978-2-7234-7033-9 |
| Titre du volume : Entre le 1 et le 0              |                  |                   |                 |                   |
| 11                                                | 2 mai 2007       | 978-4-08-874356-1 | 21 avril 2010   | 978-2-7234-7492-4 |
| Titre du volume : Oublier et renaître             |                  |                   |                 |                   |
| 12                                                | 3 août 2007      | 978-4-08-874404-9 | 16 juin 2010    | 978-2-7234-7493-1 |
| Titre du volume : Vieillesse rampante             |                  |                   |                 |                   |
| 13                                                | 4 octobre 2007   | 978-4-08-874426-1 | 18 août 2010    | 978-2-7234-7494-8 |
| Titre du volume : Le vrai visage de Saï           |                  |                   |                 |                   |
| 14                                                | 4 décembre 2007  | 978-4-08-874447-6 | 20 octobre 2010 | 978-2-7234-7495-5 |
| Titre du volume : Le mal absolu                   |                  |                   |                 |                   |
| 15                                                | 4 février 2008   | 978-4-08-874478-0 | 16 février 2011 | 978-2-7234-7496-2 |
| Titre du volume : Relâche aux abords des ténèbres |                  |                   |                 |                   |
| 16                                                | 4 avril 2008     | 978-4-08-874499-5 | 27 avril 2011   | 978-2-7234-7897-7 |
| Titre du volume : Ennemis naturels                |                  |                   |                 |                   |
| 17                                                | 4 juillet 2008   | 978-4-08-874527-5 | 17 août 2011    | 978-2-7234-7898-4 |
| Titre du volume : Lutte unie                      |                  |                   |                 |                   |
| 18                                                | 3 octobre 2008   | 978-4-08-874576-3 | 19 octobre 2011 | 978-2-7234-8024-6 |
| Titre du volume : Un jeune déraciné               |                  |                   |                 |                   |
| 19                                                | 4 décembre 2008  | 978-4-08-874604-3 | 8 février 2012  | 978-2-7234-8025-3 |
| Titre du volume : La reine sorcière               |                  |                   |                 |                   |
| 20                                                | 4 février 2009   | 978-4-08-874631-9 | 20 juin 2012    | 978-2-7234-8026-0 |
| Titre du volume : Sourire                         |                  |                   |                 |                   |
| 21                                                | 1er mai 2009     | 978-4-08-874665-4 | 10 octobre 2012 | 978-2-7234-8760-3 |
| Titre du volume : Si seulement...                 |                  |                   |                 |                   |
| 22                                                | 3 juillet 2009   | 978-4-08-874702-6 | 6 février 2013  | 978-2-7234-8759-7 |
| Titre du volume : À chacun son combat             |                  |                   |                 |                   |
| 23                                                | 4 août 2009      | 978-4-08-874730-9 | 3 avril 2013    | 978-2-7234-9321-5 |
| Titre du volume : Mystère                         |                  |                   |                 |                   |

## Anime
Annoncé en juillet 2007, l'adaptation en série télévisée d'animation a été diffusée entre le 2 octobre 2007 et le 25 mars 2008 sur NTV.

### Fiche technique
- Année : 2007-2008
- Réalisation : Hiroshi Kōjina
- Character design : Mika Takahashi
- Animation : Kyōko Takeuchi
- Auteur original : Yusei Matsui
- Nombre d'épisodes : 25

### Liste des épisodes
| No | Titre français   | Titre japonais       | Titre japonais  | Date de 1re diffusion |
| No | Titre français   | Kanji                | Rōmaji          | Date de 1re diffusion |
| --- | ---------------- | -------------------- | --------------- | --------------------- |
| 1 | Nourriture       | 食【しょく】         | Shoku           | 2 octobre 2007        |
| Neuro Nogami, Yako Katsuragi et deux détectives, Eishi Sasazuka et Jun Ishigaki, sont chargés par le propriétaire d'un restaurant d'enquêter sur les menaces qu'il a reçues. Pendant leur discussion, le chef est retrouvé mort dans la cuisine. Après enquête, Neuro révèle que le propriétaire est le coupable. Il explique que le chef a été tué avant leur arrivée et qu'il a été maintenu par des cordes reliées à un fruit congelé pour donner l'impression qu'il était encore en vie ; lorsque le fruit se décongèlerait, le corps tomberait afin de donner un alibi au propriétaire. Le propriétaire confesse après la découverte de l'arme du crime, expliquant comment la victime a appris que le propriétaire utilisait de la drogue dans la nourriture afin d'améliorer artificiellement le ressenti des clients, et est appréhendé par Neuro lorsqu'il tente d'attaquer le groupe. |                  |                      |                 |                       |
| 2 | Communauté       | 集【コミュニティ】   | Komyuniti       | 9 octobre 2007        |
| Neuro et Yako s'occupent d'une affaire sans témoin, bien que la scène du crime soit un passage à niveau bondé. Lorsqu'ils découvrent que toutes les victimes utilisent le site communautaire Links, Yako s'y inscrit comme appât, disant dans son profil qu'elle sait qui est le meurtrier. Au carrefour, Hime, la chef de Links, tente de tuer Yako à l'aide d'une aiguille empoisonnée dissimulée dans son parapluie. Shinobu Godai, collègue de Neuro et de Yako, s'interpose et est blessé. Comme ils n'ont pas pu enregistrer le moment où Hime a blessé Godai, ils la convoquent dans leur bureau et la poussent à admettre qu'elle est le meurtrier. |                  |                      |                 |                       |
| 3 | Rire             | 笑【どく】           | Doku            | 16 octobre 2007       |
| Yako découvre une queue de cheval dépassant d'un mur de leur bureau, indiquant qu'un corps y a été dissimulé. Grâce au pouvoir démoniaque rayonnant de Neuro, ce corps revient partiellement à la vie, communiquant par des mouvements. Neuro engage la chevelure, qui se fait appeler Akane, en lui promettant de résoudre le mystère de son meurtre. Plus tard, Yako assiste à un spectacle comique où des membres du public commencent à mourir au hasard de ce qui semble être un rire incontrôlable. Avec l'aide d'Akane, Neuro découvre que le meurtrier est un assistant de scène de l'humoriste qui a tué les membres du public en congelant du poison dans des cordes au plafond, le poison tombant dans la nourriture des spectateurs en décongelant. |                  |                      |                 |                       |
| 4 | Chien            | 犬【いぬ】           | Inu             | 23 octobre 2007       |
| Un poseur de bombes en série nommé "Histerrier" s'attaque à des bâtiments et à des monuments. Sur une scène de crime, Neuro et Yako rencontrent Usui, le patron de Sasazuka, qui doute des capacités de déduction de Yako. Malgré les menaces d'Usui, Neuro et Yako découvrent le prochain bâtiment visé et désactivent la bombe afin d'attirer Histerrier. Ils réussissent, et découvrent que la criminelle est une mère de famille frustrée de devoir cacher sa véritable nature. Après avoir désactivé une deuxième bombe avec l'aide de Sasazuka, Histerrier est arrêtée. |                  |                      |                 |                       |
| 5 | Bureau           | 貸【じむしょ】       | Jimusho         | 30 octobre 2007       |
| L'épisode raconte comment Neuro et Yako ont trouvé un bureau et rencontré Godai ; fatigué de devoir convoquer Yako pour chaque mystère, Neuro décide d'ouvrir un bureau. Durant la visite d'un bureau, il découvre un groupe de yakuza dont Godai était un ancien membre. Après avoir appris que le précédent chef du groupe avait été tué, Neuro propose de résoudre le mystère en échange du bureau. Après avoir découvert que le meurtrier était le nouveau patron, Neuro utilise son pouvoir démoniaque pour persuader les yakuzas qui tentent de ne pas respecter leur promesse de lui céder leur bureau. |                  |                      |                 |                       |
| 6 | Cheveux          | 髪【ながいともだち】 | Nagai tomodachi | 6 novembre 2007       |
| Yako et Akane veulent résoudre un mystère où les têtes de femmes assassinées ont été retrouvées les cheveux coiffés et couverts de sang. Neuro dit à Yako et Akane qu'ils devraient le résoudre eux-mêmes, et que ce serait une chance pour Yako d'"évoluer". En fusionnant Akane avec elle-même, Yako a de beaux cheveux avec lesquels elle peut attirer le meurtrier. Hypnotisé par Akane, l'homme demande à Yako de se rendre dans son appartement et les y retient. Avant que Yako ne soit blessée, Neuro la sauve, bien qu'il soit déçu par elle. |                  |                      |                 |                       |
| 7 | Boîte            | 箱【はこ】           | Hako            | 13 novembre 2007      |
| Une patrouille de police trouve une boîte rouge. Elle contient les morceaux restants d'un corps assassiné par quelqu'un appelé Sai. Pendant ce temps, Yako et Neuro sont engagés par un homme qui se méfie des agissements de son fils qui est rentré à la maison avec du sang sur sa veste. Neuro et Yako suivent l'homme jusqu'à un bâtiment détruit où ils découvrent qu'il s'agit d'un fan obsédé par Sai. Le jeune homme s'est entraîné à tuer correctement pour devenir Sai. Lorsque la police tente de l'arrêter, le vrai Sai apparaît, et révèle avoir une composante supernaturelle similaire à Neuro. L'imitateur est alors tué par le vrai Sai, mais Neuro poignarde Sai à la poitrine. Sai accepte d'accompagner les policiers mais les tue quelques instants plus tard et dit à Neuro qu'il reviendra.                                                                             |                  |                      |                 |                       |
| 8 | Rêve             | 夢【みらい】         | Mirai           | 20 novembre 2007      |
| Un tueur en série nommé Cop-Killer est en liberté. Lorsque la police reçoit une lettre indiquant l'emplacement d'un suspect, un inspecteur l'abat en invoquant la légitime défense. Neuro révèle que le détective a placé des preuves incriminant l'autre homme, et qu'il est le véritable tueur en série qui a commis ses crimes afin de sortir de sa routine ennuyeuse en vivant l'imitation d'un film policier. |                  |                      |                 |                       |
| 9 | Étranglement     | 締【しめ】           | Shime           | 27 novembre 2007      |
| Aya Asia, une chanteuse dont le manager et le producteur ont été assassinés, demande l'aide de Yako et Neuro pour retrouver leur meurtrier, expliquant que la police pense qu'il s'agit de suicides et qu'elle a reçu des photos d'elle couverte de peinture rouge ou de sang. Yako pense que le harceleur qui a envoyé les photos est le meurtrier. Le harceleur arrête Aya sur le chemin de sa voiture dans un parking souterrain, mais Aya s'avère être Yako déguisée, permettant ainsi l'arrestation du harceleur. |                  |                      |                 |                       |
| 10 | 1 (seule)        | 一【ひとりきり】     | Hitorikiri      | 4 décembre 2007       |
| Aya remercie les inspecteurs et Yako d'avoir résolu l'affaire, mais Neuro affirme que le harceleur n'est pas le meurtrier. Lors d'un concert, Neuro jette Yako sur la scène pour accuser Aya des meurtres. Aya avoue les crimes, expliquant qu'elle a besoin d'être solitaire afin d'écrire des chansons pour les personnes solitaire, et se rend pacifiquement sous les applaudissements de ses fans. Yako est désormais célèbre, ayant résolu le mystère lors de la diffusion en direct du concert. |                  |                      |                 |                       |
| 11 | Lumière          | 光【きゃっこう】     | Gyakkō          | 11 décembre 2007      |
| L'agent d'une actrice fait appel aux services de Neuro et Yako, craignant que sa cliente ne soit accusée du meurtre d'une autre actrice en raison de leur rivalité. Ils apprennent que les caméras n'ont filmé personne entrant dans la chambre jusqu'à ce que l'agent de la victime trouve son corps. La chambre se trouve au 25e étage et la police pense qu'il est impossible d'entrer par la fenêtre. Neuro, cependant, révèle que l'agent qui les a engagés est une ancienne athlète ayant utilisé ses talents d'acrobate afin de commettre le meurtre. |                  |                      |                 |                       |
| 12 | Image            | 像【ぞう】           | Zō              | 18 décembre 2007      |
| Sai demande à Neuro, Yako et à la police de résoudre l'affaire d'un sculpteur écrasé par sa statue. Lorsqu'ils se rendent à la maison du sculpteur, ils trouvent sa veuve morte de la même façon. Neuro déclare qu'un membre de la famille est responsable des deux meurtres et qu'ils trouveront le coupable cette nuit. Il demande à Sasazuka d'éloigner la police, permettant à Neuro et Yako d'attraper le frère aîné de la famille sur la scène du crime. Neuro discute avec lui pendant que Sai, caché, observe la scène. |                  |                      |                 |                       |
| 13 | X                | X【サイ】            | Sai             | 25 décembre 2007      |
| Le frère aîné admet qu'il est le coupable. Sai blesse Neuro et Sasazuka après que ce dernier ait appelé à l'aide. Lorsque les secours arrivent, Sai défie Neuro de l'attraper. Neuro poursuit Sai et se bat avec lui ; pendant ce temps, Sasazuka révèle que Sai pourrait être le meurtrier du père de Yako. Avec l'aide de Yako et de Godai, Neuro fait tomber Sai d'une grande hauteur et celui-ci disparaît. |                  |                      |                 |                       |
| 14 | Voyage           | 旅【ゆめきぶん】     | Yume kibun      | 9 janvier 2008        |
| 15 | Dragon           | 竜【りゅう】         | Ryū             | 15 janvier 2008       |
| 16 | Printemps        | 春【はる】           | Haru            | 22 janvier 2008       |
| 17 | Poursuite        | 追【チェイス】       | Cheisu          | 29 janvier 2008       |
| 18 | Clé              | 鍵【かぎ】           | Kagi            | 5 février 2008        |
| 19 | 2 (couple)       | 2【ふたり】          | Futari          | 12 février 2008       |
| 20 | Bureau (femme)   | 机【おんな】         | Onna            | 19 février 2008       |
| 21 | Sei (beauté)     | 整【び】             | Bi              | 26 février 2008       |
| 22 | Femme (sorcière) | 女【まじょ】         | Majo            | 4 mars 2008           |
| 23 | Blame            | 責【さい】           | Sai             | 11 mars 2008          |
| 24 | Midwinter        | 塞【さい】           | Sai             | 18 mars 2008          |
| 25 | Extreme          | 塞【さい】           | Sai             | 25 mars 2008          |

### Musique
Opening (générique d'entrée)
- Dirty interprété par Nightmare

Ending (générique de fin)
- Kodoku no Hikari interprété par Kagami Seira

## Jeu vidéo
Neuro Nogami apparaît pour la première fois, comme personnage soutien dans le jeu vidéo J-Stars Victory Vs sur Playstation 3, PlayStation 4 et PlayStation Vita, sorti en Mars 2016. Dans ce jeu vidéo, son pouvoir Makai 777 Jackpot a été renommé et se nomme 777 outils démoniaques.
La plupart des personnages du manga apparaissent aussi dans le jeu vidéo Jump Ultimate Stars.